# Đại sảnh Danh vọng Bóng chày Nhật Bản
Bảo tàng và Đại sảnh Danh vọng bóng chày Nhật Bản (野球体育博物館 Yakyū Taiiku Hakubutsukan)  là một tổ hợp bảo tàng bao gồm một thư viện, các phòng trưng bày và Đại sảnh Danh vọng bóng chày Nhật Bản (野球殿堂 Yakyū Dendō)  .
Tổ hợp này được mở cửa vào năm 1959 bên cạnh Sân vận động Korakuen ở Tokyo, Nhật Bản . Kể từ năm 1988, bảo tàng đã được chuyển đến địa điểm mới bên trong tổ hợp Tokyo Dome .
Bảo tàng và Đại sảnh Danh vọng được thành lập với mục đích đóng góp vào sự phát triển của môn bóng chày tại Nhật Bản thông qua công tác vinh danh những huyền thoại bóng chày—bao gồm cầu thủ, huấn luyện viên, giám đốc điều hành và trọng tài — với tư cách thành viên tại Đại sảnh Danh vọng. Ngoài ra, cơ sở này còn lưu giữ nhiều tư liệu, tài liệu đáng nhớ về lịch sử bóng chày tại Nhật Bản, bao gồm các tác phẩm truyền thông đại chúng về bóng chày.
Để được vinh danh, một cá nhân phải nhận được 75% số phiếu bầu, cho dù là lá phiếu tại ban đánh giá bao gồm cựu cầu thủ hay chuyên gia; một ủy ban đặc biệt cũng được phép bầu những cá nhân có những đóng góp khác trong lịch sử bóng chày Nhật, ví dụ như nhà soạn nhạc Koseki Yuji (được vinh danh vào năm 2023), người đã sáng tác bài hát cổ vũ nổi tiếng "Rokko Oroshi" cho Hanshin Tigers . 

## Bảo tàng

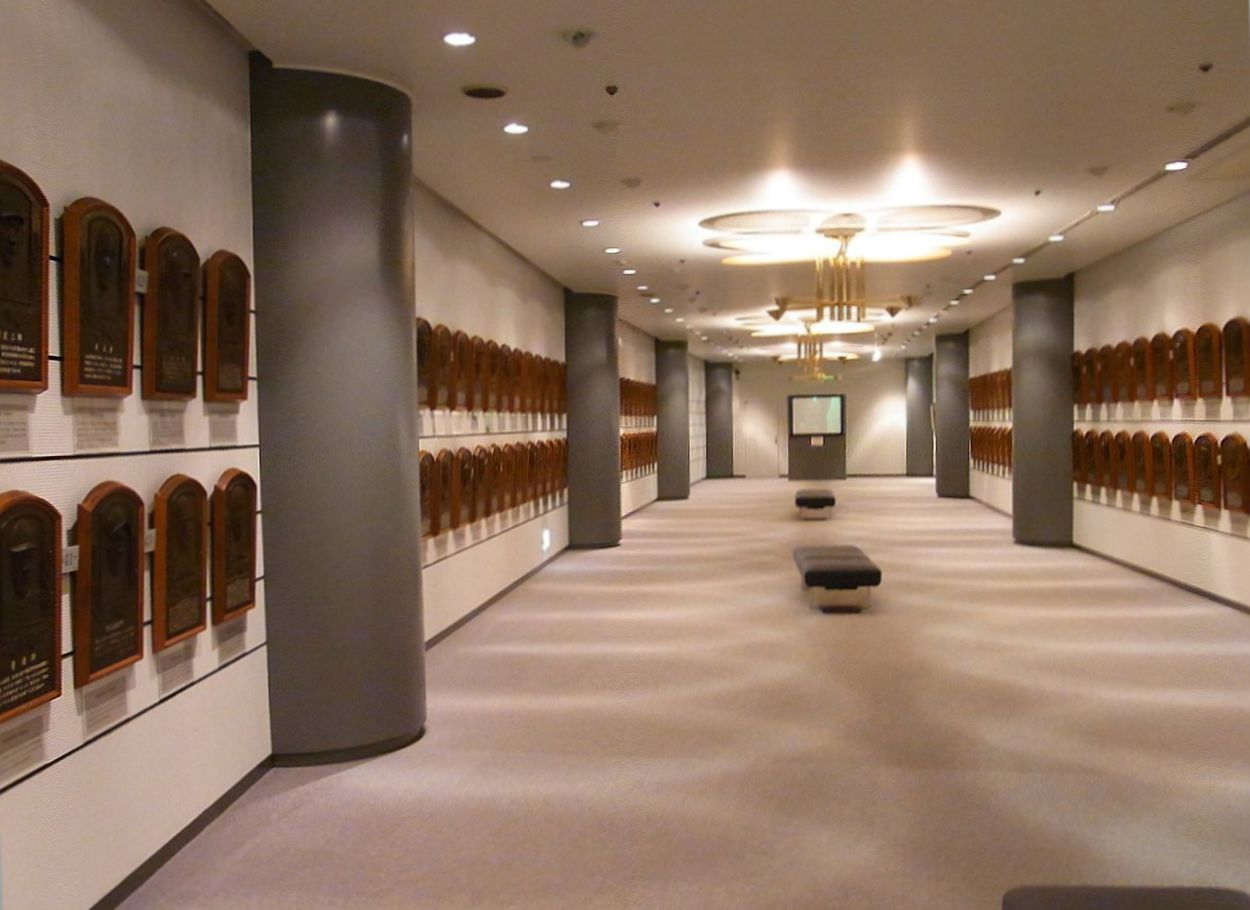
Đại sảnh Danh vọng bóng chày ở phường Bunkyo, Tokyo

Bảo tàng trưng bày nhiều hiện vật và tư liệu ghi lại nhiều khoảnh khắc trong lịch sử bóng chày Nhật Bản, từ đồng phục của mỗi đội đã chơi ở các chi giải Central League và Pacific League, cho đến các kỷ vật bóng chày của Mỹ, chẳng hạn như kỷ vật của Ken Griffey Jr. và Babe Ruth. Bộ đồng phục của Oh Sadaharu cùng với những cây gậy và quả bóng ghi home run trong sự nghiệp của ông (đáng chú ý nhất là cây gậy đập home run thứ 800) cũng được trưng bày. 